# الاقمر (ذمار)
الاقمر هي إحدى قرى الجمهورية اليمنية. وهي تتبع جغرافيًا لمحافظة ذمار. وإداريًا لمديرية ميفعة عنس. يبلغ تعداد سكانها 2981 نسمة حسب الإحصاء الذي جرى عام 2004.